# Prédio à Rua Comendador Coruja

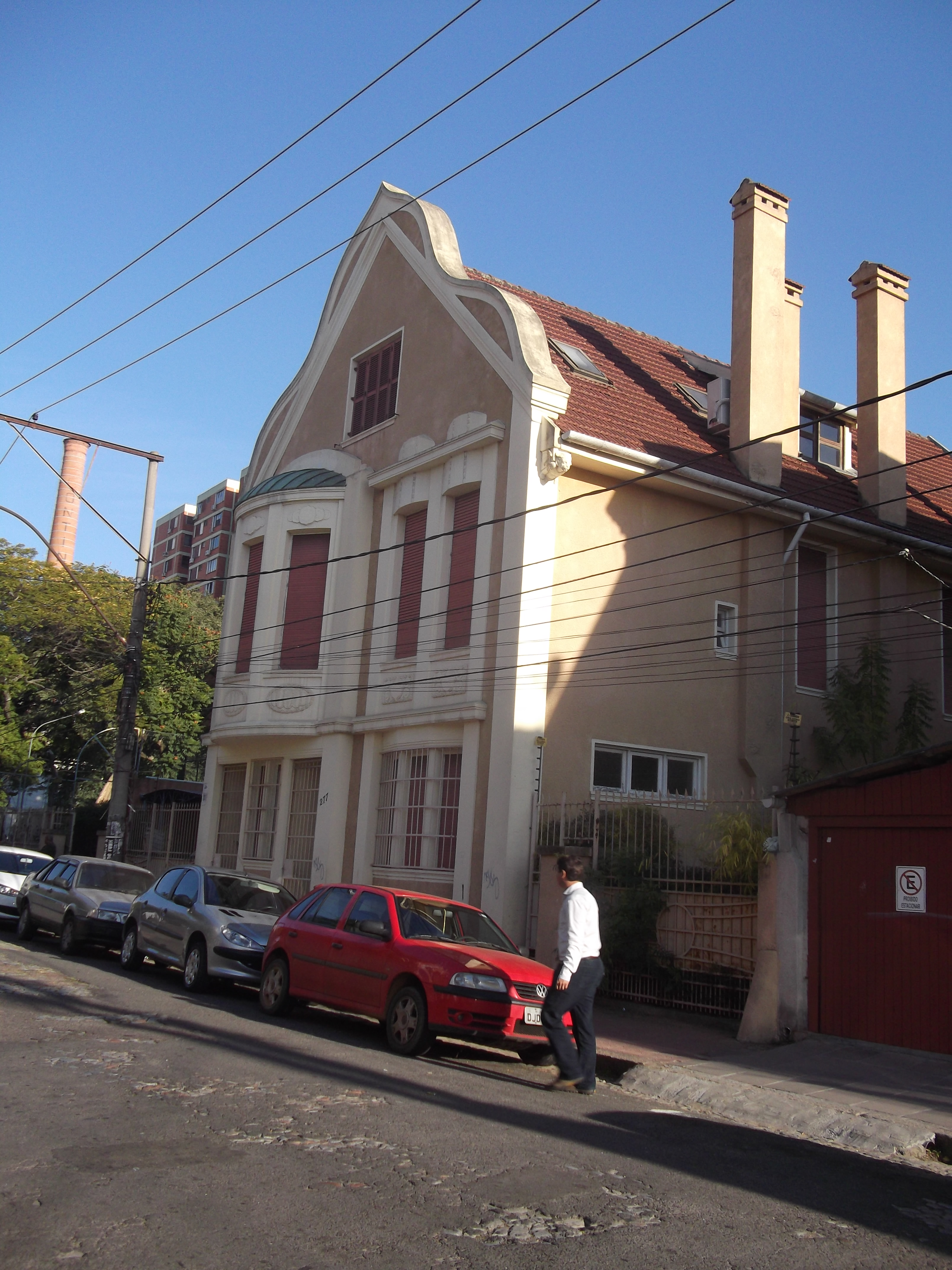
Prédio à Rua Comendador Coruja, Porto Alegre, Brasil

O Prédio à Rua Comendador Coruja é um prédio residencial tombado pelo Patrimônio Cultural de Porto Alegre, capital do estado brasileiro do Rio Grande do Sul. Localizado na Rua Comendador Coruja, no bairro Floresta, o edifício foi tombado pela prefeitura municipal em 29 de novembro de 1993, tendo sido inscrito no Livro do Tombo n.° 43.
Datado de 1925, o prédio eclético de três pavimentos foi projetado pelo arquiteto teuto-brasileiro Theo Wiederspahn, o qual residiu em um dos cinco apartamentos, onde manteve seu atelier. A cliente foi Adolfina Möller, esta filha do rico empreendedor Henrique Möller. Posteriormente, o prédio passou para sua filha e herdeira Margot Möller Flores Soares e, em 1988, foi vendido para seus atuais proprietários.